# Плопу (Вранча)
Плопу (рум. Plopu) насеље је у Румунији у округу Вранча у општини Гура Калицеј. Oпштина се налази на надморској висини од 222 m.

## Становништво
Према подацима из 2002. године у насељу је живело 439 становника, од којих су сви румунске националности.